# ينغي كند (دولت أباد)
ینغي کند (بالفارسية: ینگی‌کند) هي قرية تقع في إيران في قسم دولت أباد الريفي. يقدر عدد سكانها بـ 161 نسمة .